# Pilot Corporation

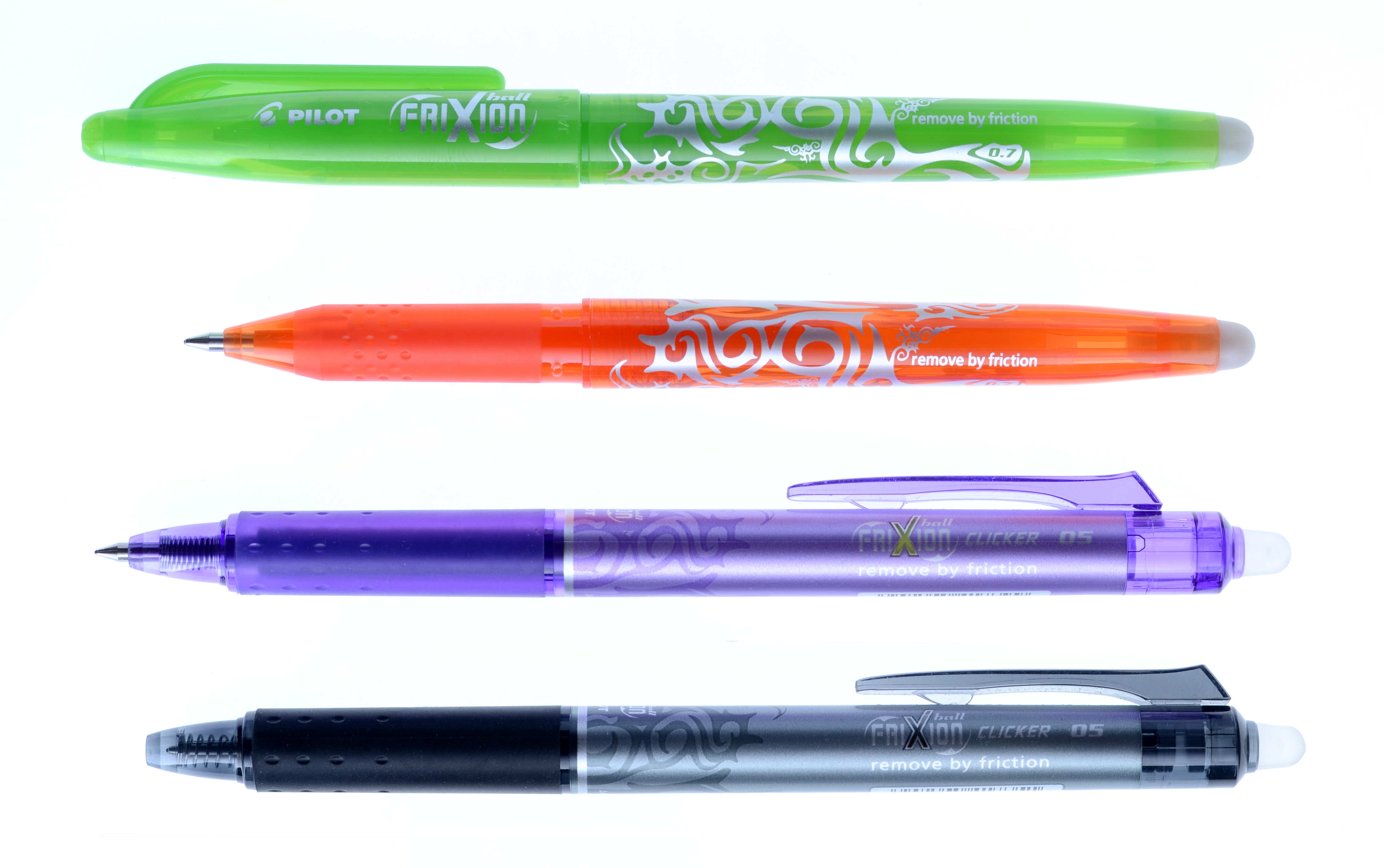
Sogenannte „Frixion“-Stifte von Pilot in verschiedenen Farben

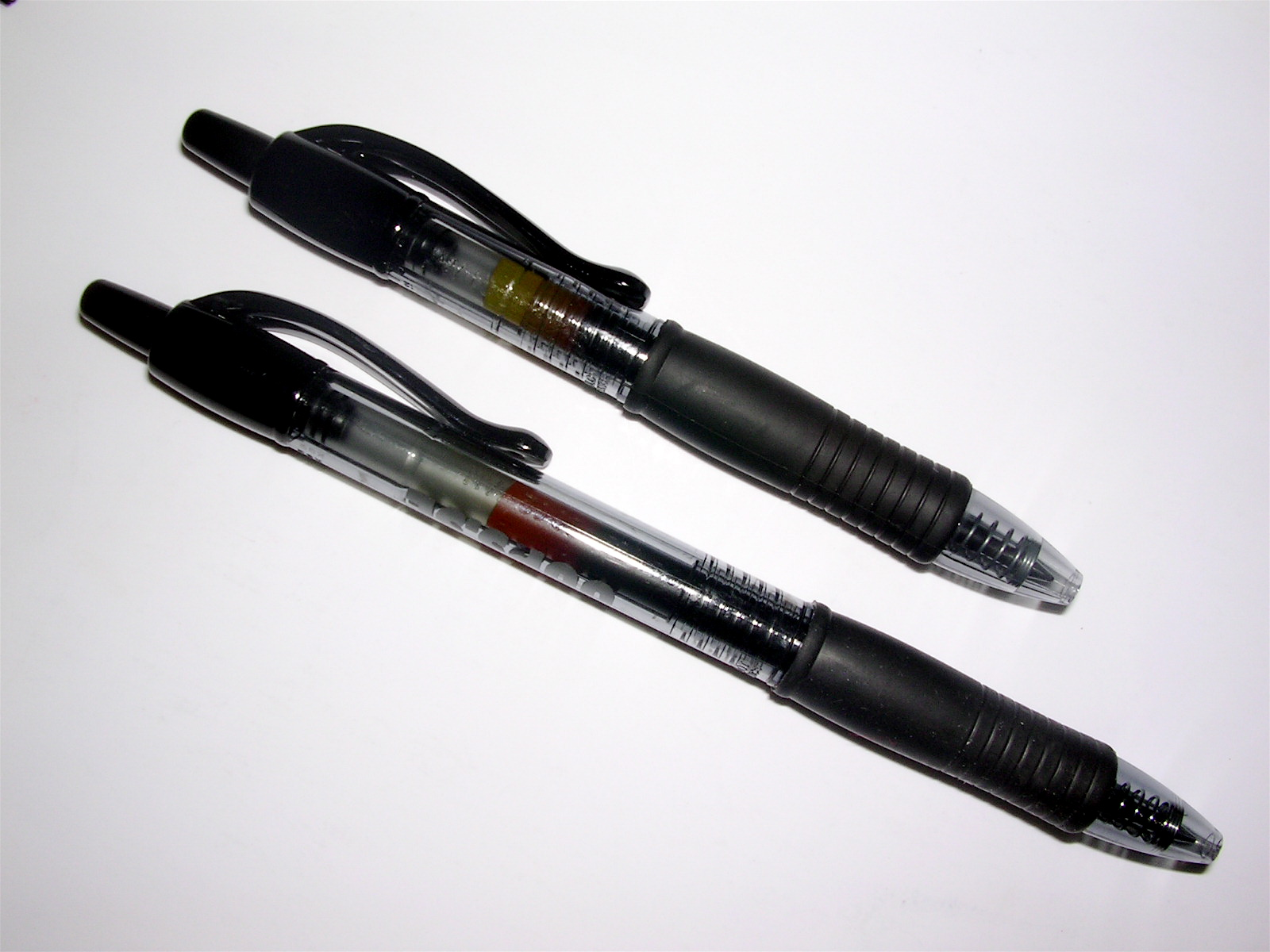
Kugelschreiber von Pilot

K.K. Pilot Corporation (jap. 株式会社パイロットコーポレーション, Kabushiki kaisha Pairotto Kōporēshon, engl. Pilot Corporation) ist ein japanischer Schreibwarenhersteller mit Sitz im Stadtteil Kyōbashi von Chūō, Präfektur Tokio (Tokio, Japan). Das Unternehmen ist der größte Schreibwarenhersteller in Japan und der drittgrößte in den USA, meistens für seine Druckbleistifte und Kugelschreiber aus der Linie Namiki bekannt. Das Unternehmen beschäftigt sich auch mit der Perlenkettenherstellung.
Gegründet wurde das Unternehmen 1918 von Namiki Ryōsuke als K.K. Namiki Seisakusho (株式会社並木製作所, „AG Namiki-Fabrik“, engl. Namiki Manufacturing Co.). 1938 wurde es in Pilot Mannenhitsu K.K. (パイロット萬年筆株式会社, „Pilot Füller AG“, engl. Pilot Pen Co., Ltd.), 1989 schließlich in K.K. Pilot Corporation (engl. Pilot Corp.) umbenannt.
Der große Durchbruch in Deutschland gelang dem Unternehmen mit den sogenannten „Frixion“-Stiften. Dabei handelt es sich um einen Tintenroller-Stift, welcher sich dank der thermochromen Tinte mithilfe von Hitze „wegradieren“ lässt, da die beim Radieren entstandene Reibung ausreichend Wärme erzeugt. Die Tinte wird bei Temperaturen über 60 °C transparent, um −10 °C nimmt sie wieder ihre ursprüngliche Farbe an. Aufgrund dieser Eigenschaft ist der Stift nicht dokumentenecht. Sie prädestiniert ihn aber für die Verwendung in wiederverwendbaren Notizheften wie dem Rocketbook oder dem Elfinbook.
Pilot Corporation hat 1240 Mitarbeiter und im Geschäftsjahr 2008 einen Umsatz von rund 80 Mrd. Yen Größter Aktionär mit 15,5 Prozent der Anteile ist Daiwa Securities SMBC Singapore Ltd., insgesamt 32,8 Prozent werden von Finanzinstitutionen gehalten, rund ein Viertel ist in Streubesitz (Stand: 30. Juni 2009).